# Gelbe Pappelblattwespe

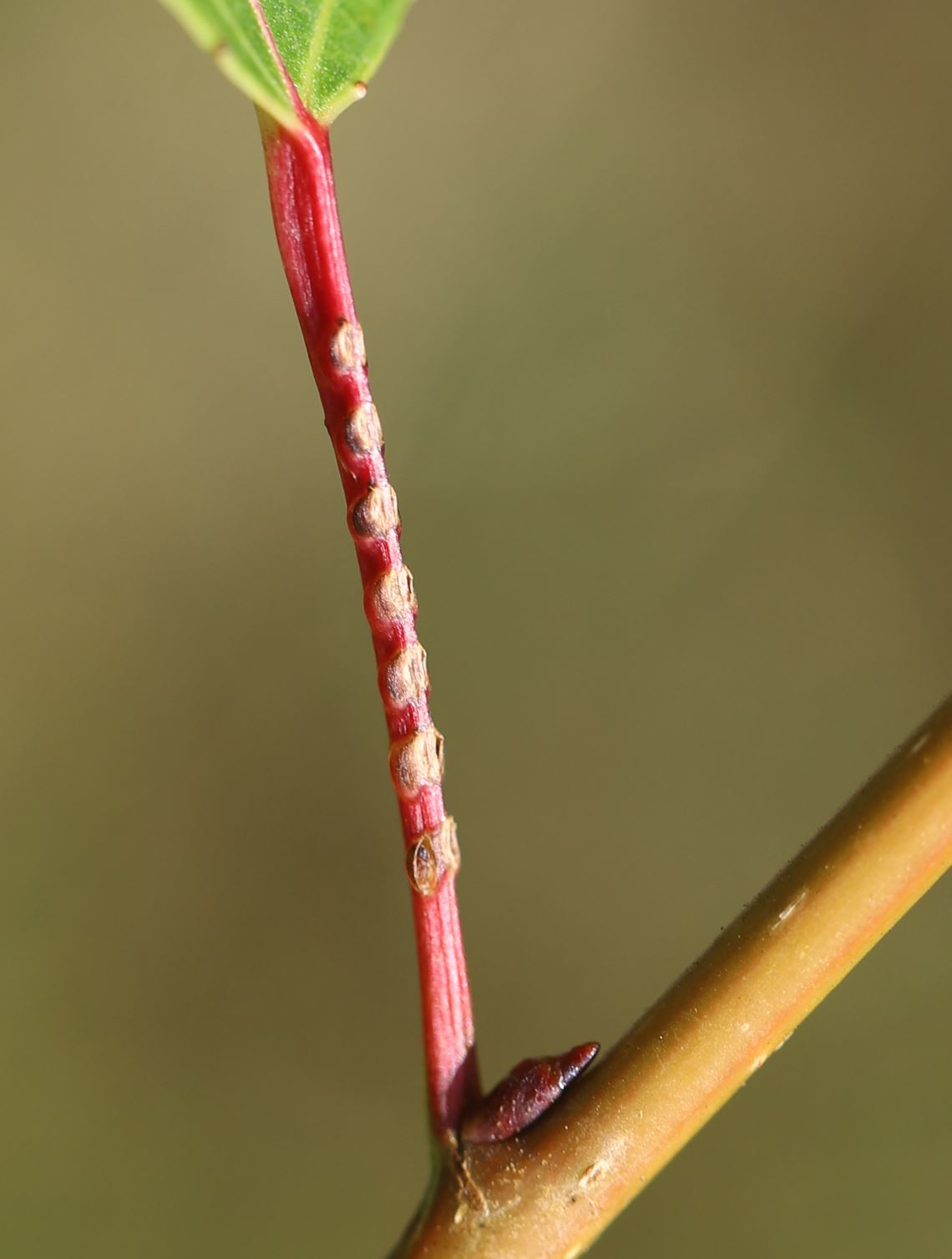
Geöffnete Ei-Ritzen am Blattstiel einer Schwarz-Pappel

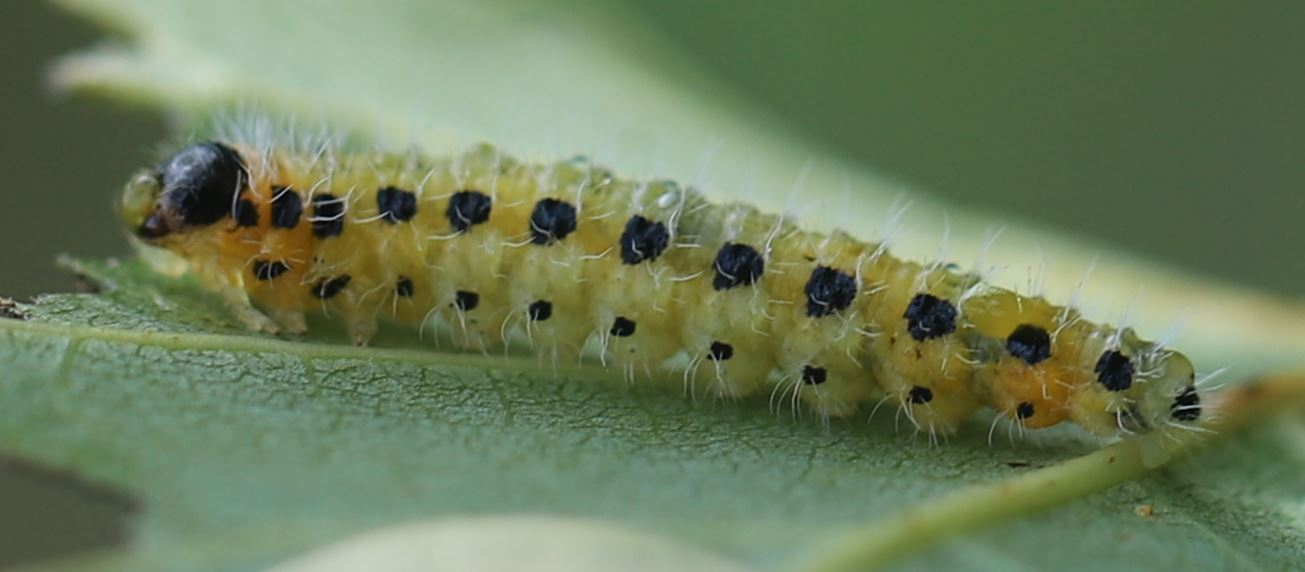
Seitenansicht einer mittelreifen Larve

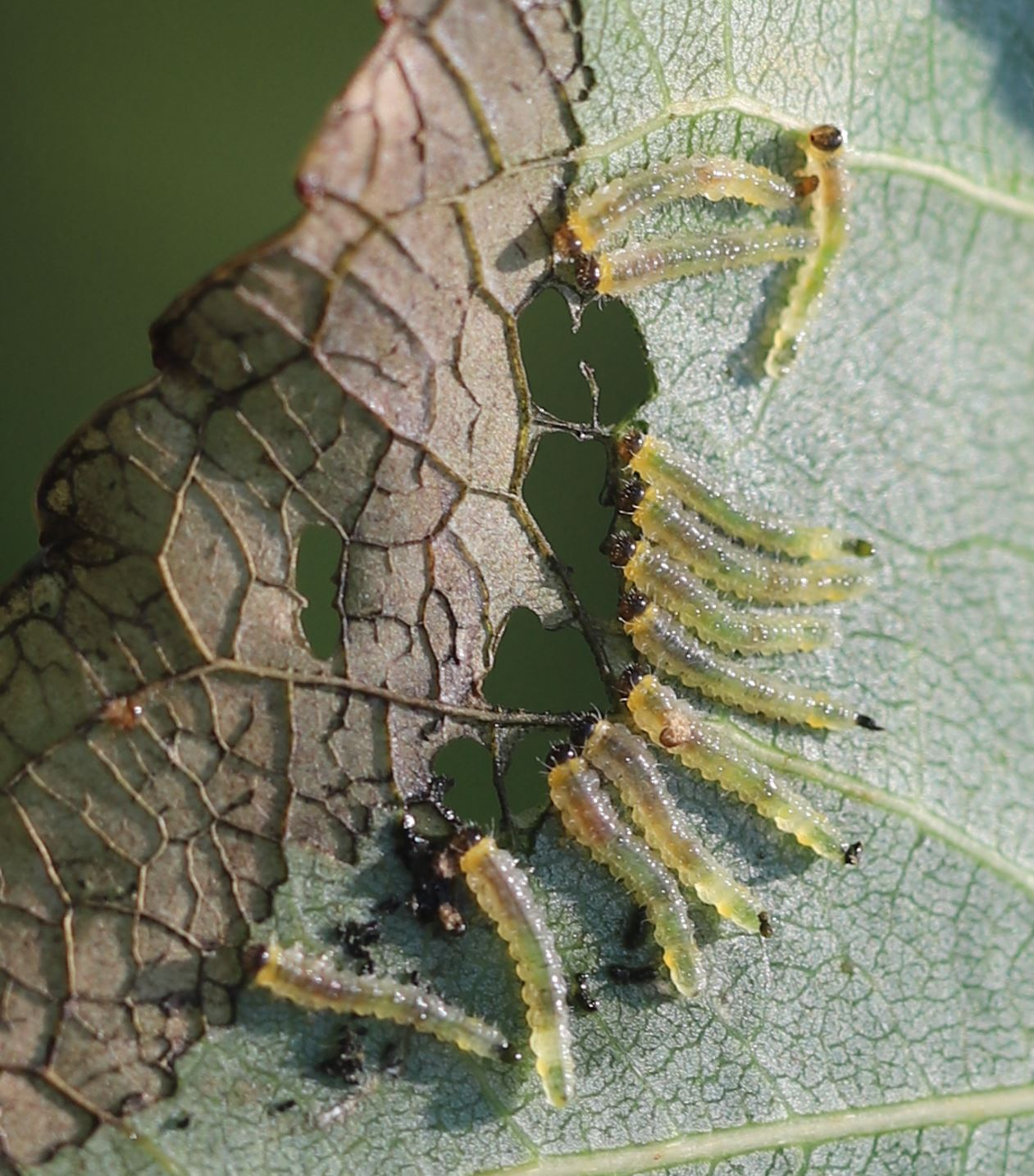
Junglarven an Schwarz-Pappel mit Fraßbild

Die Gelbe Pappelblattwespe (Cladius grandis) ist eine Pflanzenwespe aus der Familie der Echten Blattwespen (Tenthredinidae). Im Englischen trägt die Art die Bezeichnung „Hairy Poplar Sawfly“ („haarige Pappelblattwespe“).

## Merkmale
Die überwiegend gelb gefärbten Pflanzenwespen sind 7–9 mm lang. Der Kopf, die Oberseite der Fühler, die Mitte des Pronotums sowie das Mesonotum und das Metanotum sind schwarz. Die basalen zwei Drittel der Flügel sind gelblich. Das basale Drittel des Pterostigma ist dunkelbraun gefärbt, ansonsten ist es dunkelgelb gefärbt. Die Costa (die basale Vorderflügelvorderkante) ist gelb, die restlichen Flügeladern sind dunkelbraun. Die Beine sind gelb.
Die Afterraupen sind anfangs gelb-grün-braun gefärbt mit einer dunkelbraunen Kopfkapsel und einer Körperlänge von etwa 5 mm. Sie weisen helle Härchen auf. Später färben sich die Larven blass hellgrün, die Kopfkapsel ist nun schwarz. Das erste Abdominalsegment unmittelbar am Kopf sowie die Seiten des vorletzten Segments sind orange gefärbt. Ein dunkelgrüner teils unterbrochener Strich verläuft mittig längs der Oberseite des Hinterleibs. An den Seiten der Segmente befindet sich jeweils ein größerer schwarzer Fleck oben sowie ein kleinerer schwarzer Fleck weiter unten (siehe Foto). Schließlich färbt sich die Larve vollständig orange, der schwarze Kopf und die schwarzen Flecke bleiben erhalten. Die Larve erreicht schließlich eine Körperlänge von etwa 20 mm.

## Verbreitung
Die Art ist in Europa weit verbreitet. Das Vorkommen reicht von Fennoskandinavien und den Britischen Inseln im Norden bis in den Mittelmeerraum. In Nordamerika wurde die Art Anfang des 20. Jahrhunderts eingeschleppt. Die Art gilt in Deutschland als „gefährdet“.

## Lebensweise
Als Wirtspflanzen werden verschiedene Pappeln und Weiden genutzt, darunter die Silber-Pappel (Populus alba), die Balsam-Pappel (Populus balsamifera), die Bastard-Schwarz-Pappel (Populus × canadensis), die Zitterpappel (Populus tremula), die Schwarz-Pappel (Populus nigra) sowie die Sal-Weide (Salix caprea). Das Weibchen schneidet mit ihrem Sägeapparat eine Reihe von Ritzen in den Blattstiel (Petiolus) und legt darin ihre Eier ab. Nach dem Schlüpfen beginnen die Larven gregär auf der Unterseite des entsprechenden Blattes zu fressen. Dabei wird das Blatt stellenweise skelettiert, später fressen sie entlang dem Blattrand. Anschließend wandern die Larven zu den nächsten Blättern der Wirtspflanze, wo sie ihren Fraß fortsetzen. Die reiferen Larven fressen die Blätter vollständig auf, so dass gewöhnlich nur noch der Blattstiel übrigbleibt. Dabei fangen sie den Fraß an der Blattspitze an und arbeiten sich allmählich bis zum Blattstiel. Typischerweise bilden die Larven Gruppen von teilweise mehr als zehn Individuen. Häufig sieht man die Larven in einer Reihe, Kopf an Kopf. Die Verpuppung findet in einem Kokon in einem Spalt am oder innerhalb des Pflanzenstamms statt. Die Art ist bivoltin. Die Imagines beobachtet man von Mai bis August / September.

## Taxonomie
Die Art wurde von dem französischen Entomologen Jean-Guillaume Audinet-Serville im Jahr 1823 als Nematus grandis erstbeschrieben.
In der Literatur finden sich folgende Synonyme:
- Trichiocampus grandis (Audinet-Serville, 1823)
- Cladius eucera Bouché, 1834
- Cladius luteicornis Stephens, 1835
- Cladius luteiventris Dahlbom, 1836
- Aulacomerus lutescens Lintner, 1888
- Platycampus victoria MacGillivray, 1920
- Tenthredo viminalis Fallén, 1808
- Trichiocampus viminalis (Fallén, 1808)